# Takenaka Corporation
Takenaka Corporation (株式会社竹中工務店) est l'un des plus importantes entreprises japonaises du secteur du bâtiment, des travaux publics et de l'architecture. Elle est basée depuis 1923 à Osaka.
En 2009, elle avait un chiffre d'affaires de 14,4 milliards de dollars.
C'est avec Taisei Corporation, Shimizu Corporation, Kajima Corporation, Obayashi, l'une des cinq plus grandes entreprises japonaises de BTP.
C'est aussi l'une des plus vieilles entreprises du monde : elle a été créée en 1610 par Tobei Masataka Takenaka. L'entreprise est toujours dirigée par un descendant de ce fondateur, Toichi Takenaka, qui appartient à la 17e génération de la famille fondatrice.
L'entreprise a conçu et construit beaucoup de bâtiments dans la région d'Osaka.

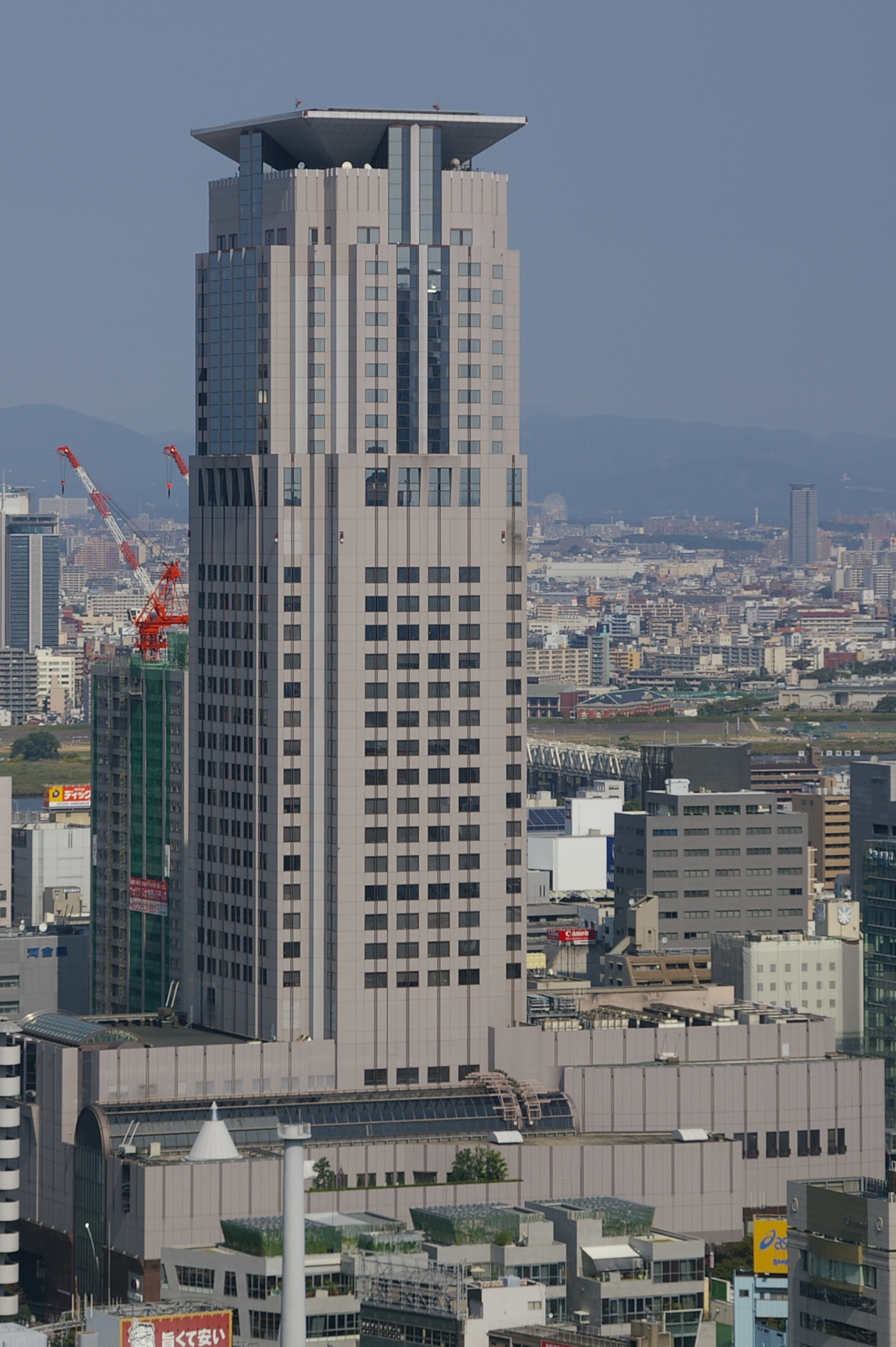
Applause Tower

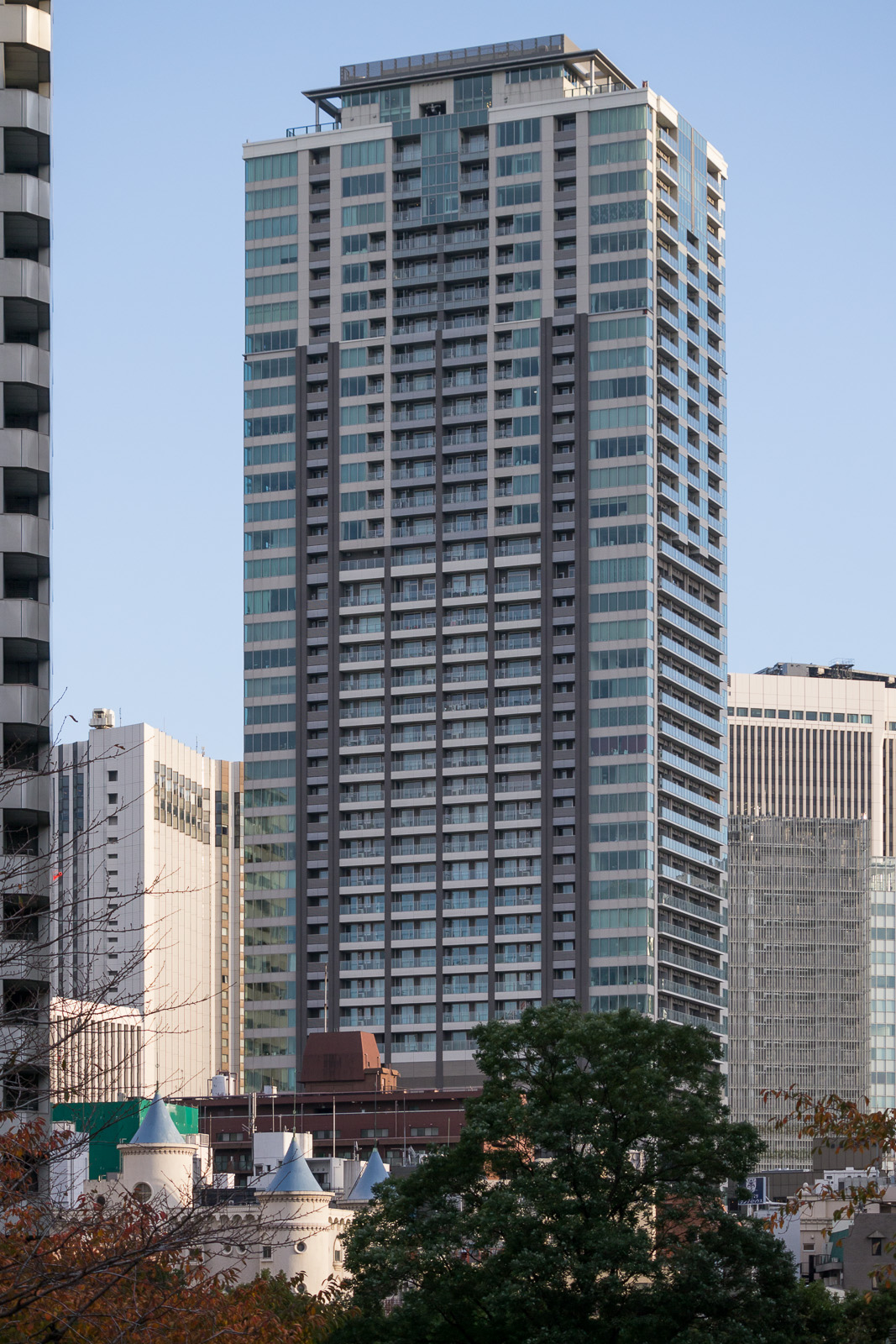
Akasaka Tower Residence

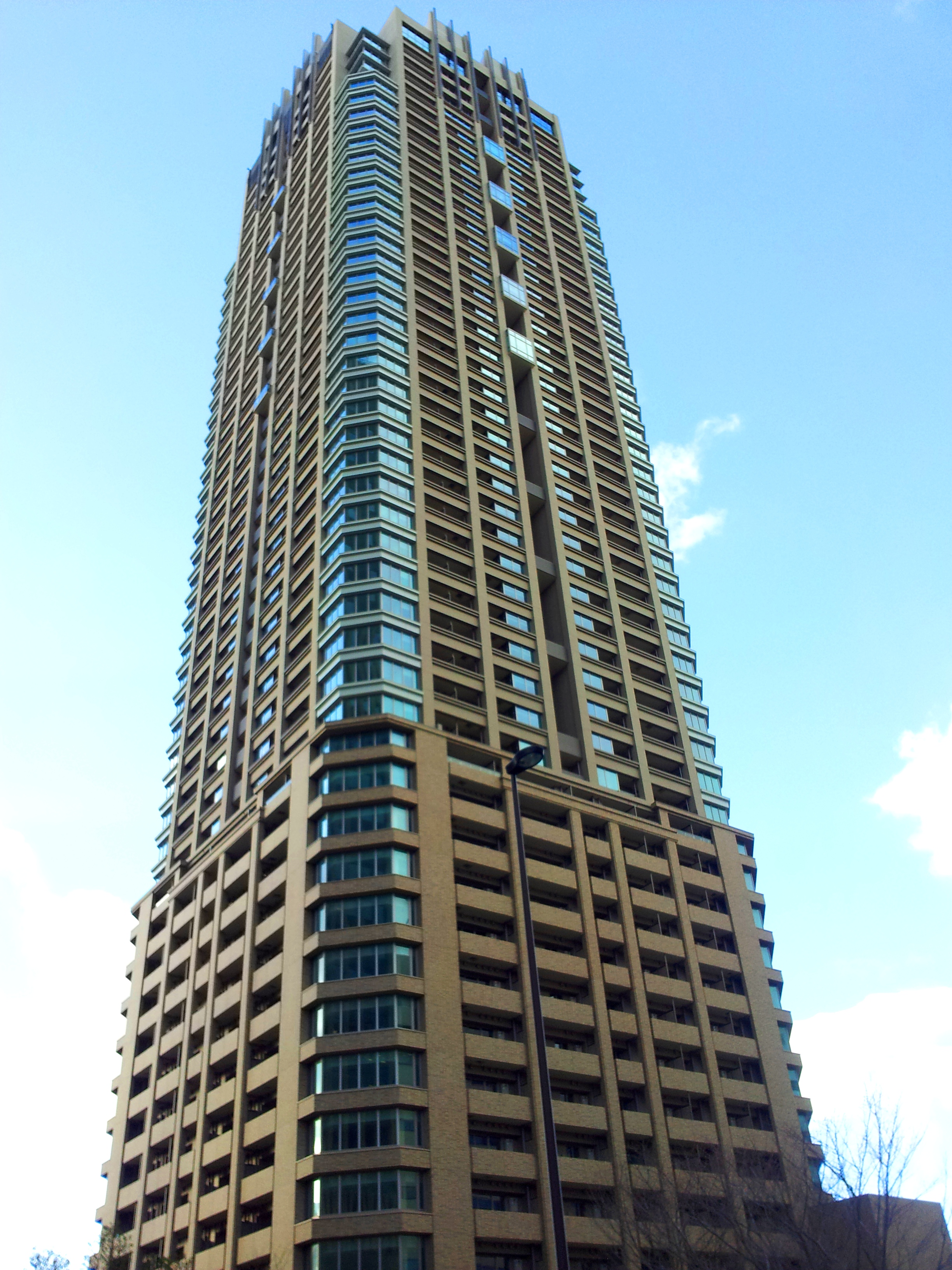
Grand Front Osaka Owners Tower à Osaka

## Quelques bâtiments conçus par Takenaka

### Années 1980
- Shin Kobe Oriental City, Kōbe, 1988

### Années 1990
- Applause Tower, Osaka, 1992
- Procter & Gamble Technical Center, Kōbe, 1993
- La Forte, Kōbe, 1994
- Shinagawa Prince Hotel, Tokyo, 1994
- Musashi Kosugi Tower Place, Kawasaki, 1995
- TNC Broadcasting Center, Fukuoka, 1996
- Elsa Tower 55, Kawaguchi, 1998
- Bell Marge Sakai à Sakai, 1999

### Années 2000
- Umeda DT Tower, Osaka, 2003
- Acty Shiodome, Tokyo, 2004
- Tokyo Shiodome Building, Tokyo, 2005
- Ino Nittochi Tatemono Kyodo Building, Tokyo, 2006
- Favorich Tower Shinagawa, Tokyo, 2007
- Elsa Grace Horie Riverfront Stage, Osaka, 2007
- City Tower Nishi Umeda, Osaka, 2007
- Sunmarks Dainichi, Moriguchi, Japon, 2007-2009
- Kita Ku Ultra Skyscraper Project, Osaka, 2008
- The Tower Osaka, Osaka, 2008
- Akasaka Tower Residence, Tokyo, 2008
- Island Tower, Fukuoka, 2008
- The Uehonmachi Tower, Osaka, 2009
- N4. Tower, Osaka, 2009
- Park City Musashino Kosugi Station Tower D, Kawasaki, 2009
- The Senri Tower, Toyonaka, 2009

### Années 2010
- Mikage Residence Tower, Kōbe, 2010
- Geo Tower Takarazuka, Takarazuka (Hyogo), 2010
- The Hiroshima Tower, Hiroshima, 2010
- Grand Front Osaka Owners Tower, Osaka, 2013
- Suita City Football Stadium, Suita, 2015
- Geo Tower Minamihorie, Osaka, 2016
- The Park House Nakanoshima Tower, Osaka, 2017
- K-opticom Building, Osaka, 2017
- Global Gate West Tower, Nagoya, 2017
- Brillia Towers Meguro South Residence, Tokyo, 2017